# Cephaloziopsis randii
Cephaloziopsis randii là một loài rêu tản trong họ Cephaloziellaceae. Loài này được (S.W. Arnell) Grolle mô tả khoa học lần đầu tiên năm 2002.